# Urođene nepravilnosti metabolizma
Urođene nepravilonosti metabolizma su velika klasa genetičkih bolesti koja obuhvata kongenitalne bolesti metabolizma. Većina njih se javlja usled defekata pojedinačnih gena koji kodiraju za enzime što posreduju konverziju raznih supstanci (supstrata) u druge (produkte). Kod većine poremećaja, problemi se javljaju usled akumulacije supstanci koje su toksične ili ometaju normalnu funkciju, ili usled efekata redukovane sposobnosti da se sintetišu esencijalna jedinjenja. Urođene greške metabolizma se često nazivaju kongenitalnim metaboličkim bolestima ili naslednim metaboličkim bolestima. Termin urođene greške metabolizma je skovao britanski lekar, Arčibald Džarod (1857–1936), 1908. godine. On je poznat po njegovom radu kojim je predviđena hipoteza jedan gen - jedan ezim na bazi njegovih istraživanja prirode i nasleđivanja alkaptonurija. Njegov izvorni tekst, Urođene greške metabolizma je objavljen 1923.

## Spoljašnje veze
- National Institutes of Health offers the office of rare diseases, home reference[мртва веза], medlineplus and health information.

|  | Molimo Vas, obratite pažnju na važno upozorenje u vezi sa temama iz oblasti medicine (zdravlja). |